# Heliocidaris
Heliocidaris is een geslacht van zee-egels uit de familie Echinometridae.

## Soorten
- Heliocidaris australiae (A. Agassiz, 1872)
- Heliocidaris bajulus (Dartnall, 1972)
- Heliocidaris crassispina (A. Agassiz, 1864)
- Heliocidaris erythrogramma (Valenciennes, 1846)
- Heliocidaris ludbrookae Philip, 1965 †
- Heliocidaris robertsi Lindley, 2004
- Heliocidaris tuberculata (Lamarck, 1816)

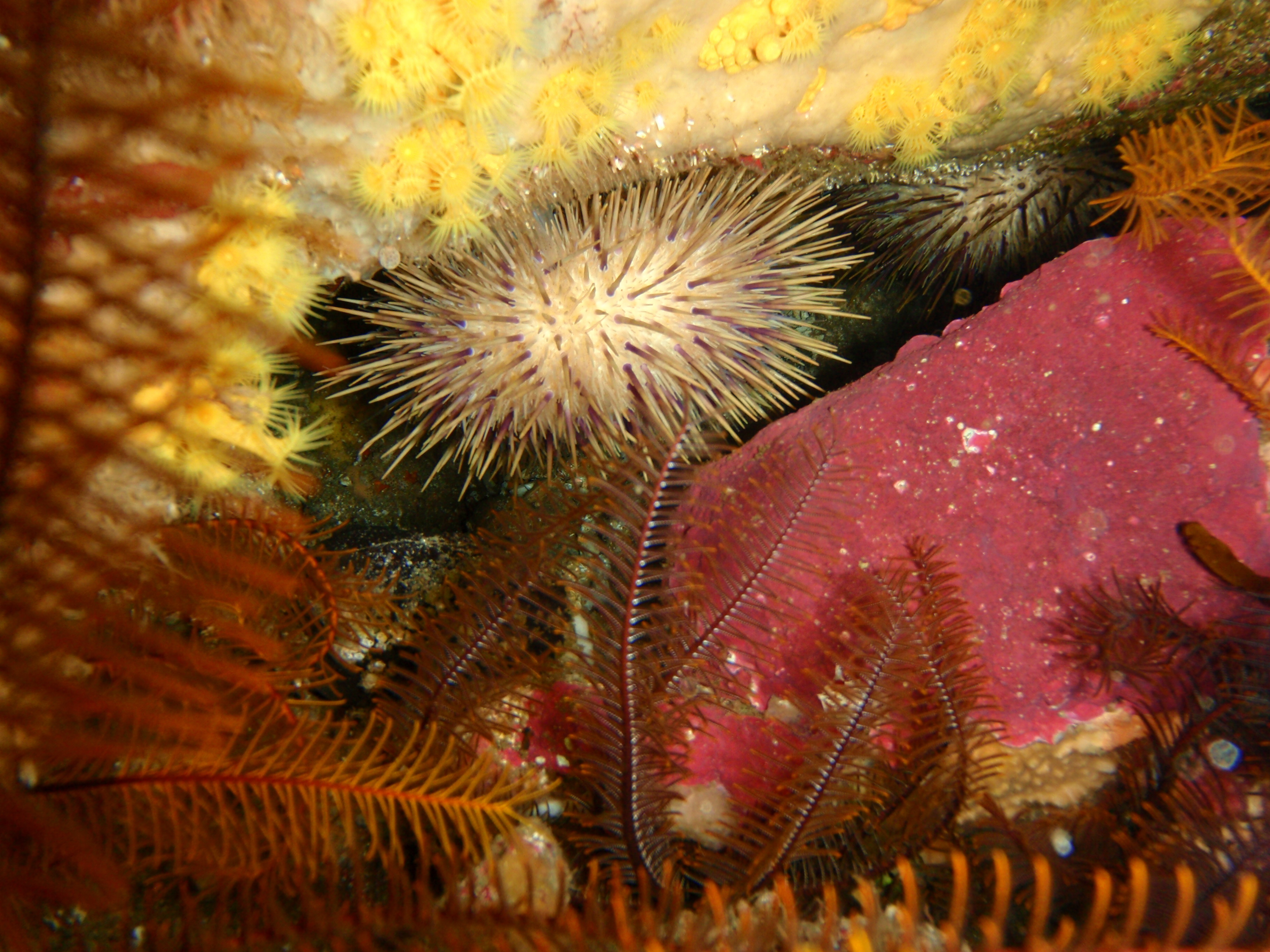
Heliocidaris erythrogramma in Tasmanië
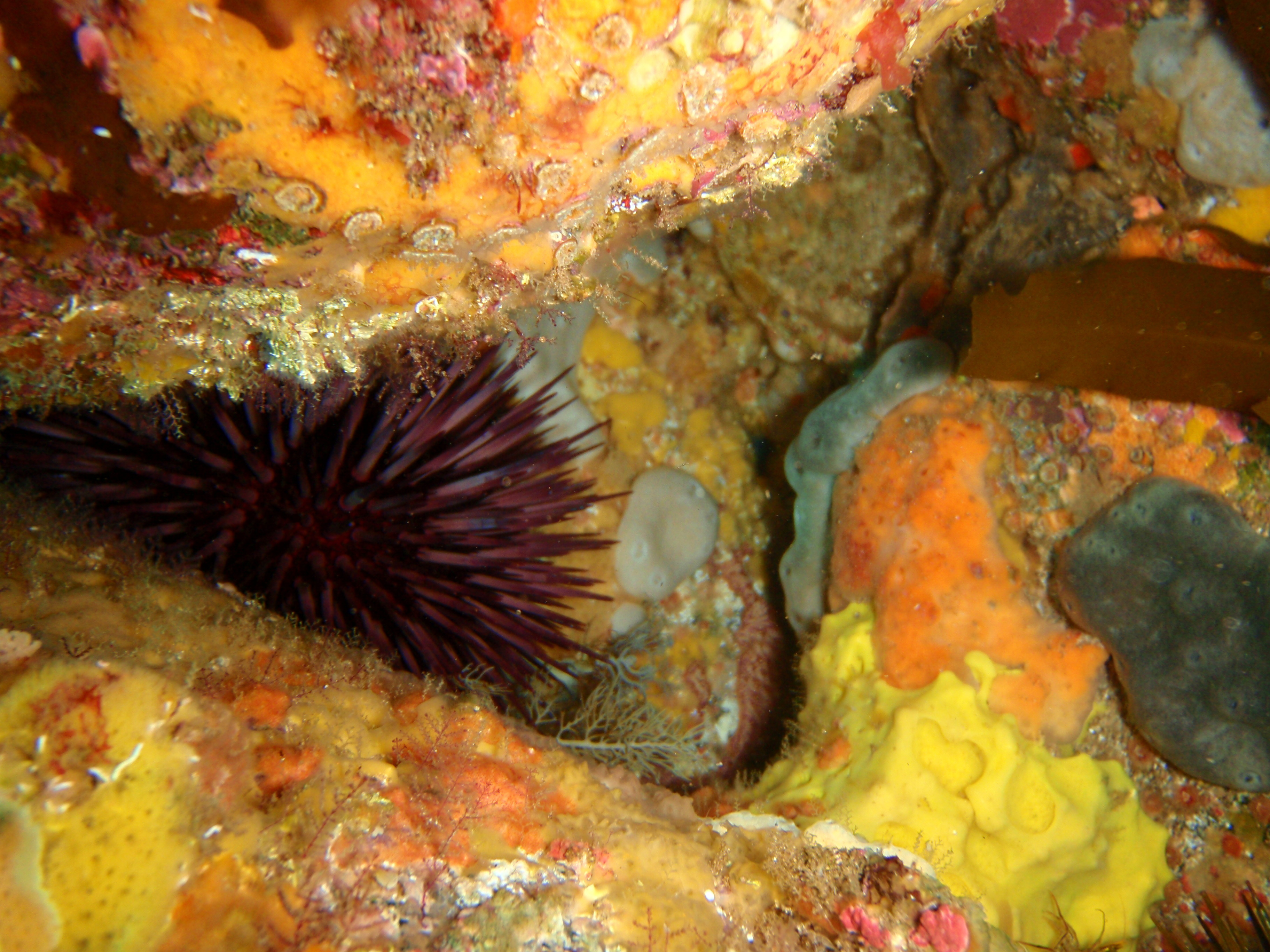
Heliocidaris erythrogramma bij Zuid-Australië
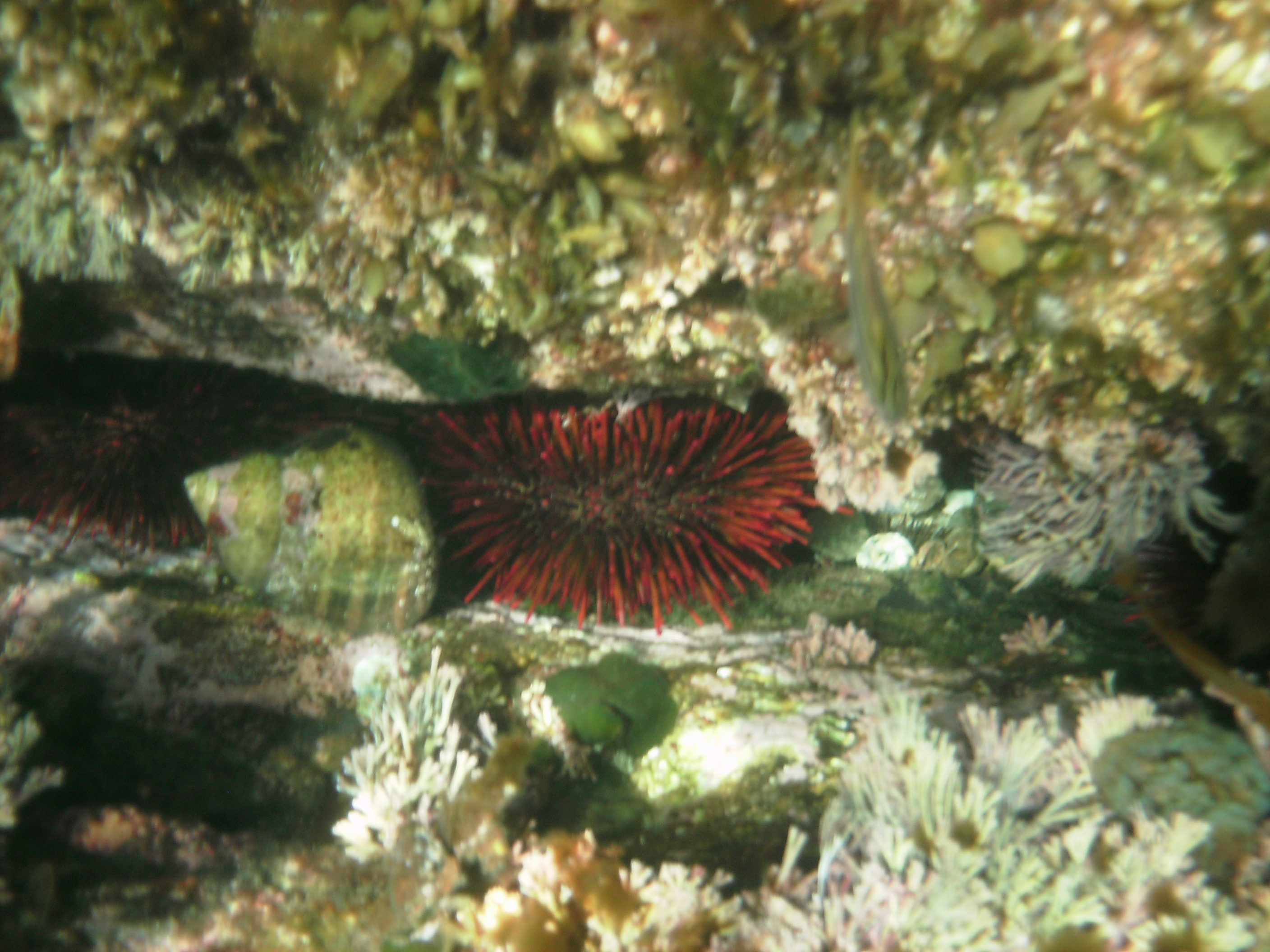
Heliocidaris tuberculata bij Australië